# ريتشارد لوغان
ريتشارد لوغان (بالإنجليزية: Richard Logan)‏ (4 يناير 1982 في المملكة المتحدة - ) هو لاعب كرة قدم بريطاني في مركز الهجوم. لعب مع إيبسويتش تاون وشروزبري تاون وكامبريدج يونايتد ونادي إكزتر سيتي ونادي بيتربورو يونايتد ونادي توركي يونايتد ولينكولن سيتي أف سي وDorchester Town F.C. ‏ وبري تاون وويكمب وندررز ونادي ويموث ونادي بوسطن يونايتد.

## وصلات خارجية
- ريتشارد لوغان على موقع قاعدة بيانات كرة القدم.إي يو (الإنجليزية)
- ريتشارد لوغان على موقع Soccerbase.com (لاعب) (الإنجليزية)